# Claude Bolotny
Claude Bolotny, né le 12 juillet 1948 en banlieue parisienne, est un ancien joueur français de basket-ball, puis entraîneur et responsable technique.

## Biographie

### Ses débuts
Claude Bolotny commence le basket à l'Union Sportive des Gaziers de Banlieue ( U.S.G.B.) à l'ombre de l'usine à gaz de Gennevilliers avec son père grand sportif et son premier entraineur où il fait ses gammes de basketteur. Claude Bolotny rejoindra lors de son service militaire le bataillon de Joinville. Le meneur de jeu joue à plusieurs reprises avec la sélection junior puis espoir de l'équipe de France. Très vite il se fait une réputation dans le milieu du basket. Bolotny peut déjà effectuer le grand saut dans le monde semi-professionnel du basket.

### Saint-Charles Charenton(1972-1976)
Claude Bolotny signe à Charenton lors de la saison 1972-1973. La Saint-Charles est alors en N3. Bolotny connaît une montée en N2 en 1975 avec le club de Charenton qui retrouve cette division sous les ordres de Jean Robert après l'avoir quitté pendant un petit moment. Dans cette équipe, Claude Bolotny côtoie Olivier Veyrat ou encore Jean-Pierre Baldwin. La saison 1975-1976 (N2), voit les arrivées des deux Américains Wilson Holley et Leon William. La Saint-Charles termine troisième de la N2 avec 17 victoires, 2 nuls et 7 défaites. Claude Bolotny fait une très bonne saison.

### Limoges CSP(1976-1980)
Claude Bolotny arrive lors de la saison 1976-1977 (N2). Le journal le Populaire du Centre l'annonce dans ses colonnes comme étant un « joueur de champ, très adroit à mi-distance » et « devrait apporter énormément au Patro Limougeaud, lequel pourrait d'ailleurs jouer la montée en Nationale I dès la saison prochaine ». En effet, les dirigeants cerclistes l'avaient déjà vu lors de la saison 1975-1976 lorsque Claude Bolotny s'était illustré face au CSP Limoges, en marquant 22 points avec Charenton. De plus, cette même saison, Claude Bolotny est nommé en tant qu'entraîneur de l'équipe Limougeaude. Cette première saison au Limoges CSP n'est pas une des plus faciles de la carrière du meneur-entraîneur. En début de saison Limoges a le plus grand mal à se faire respecter au sein de la N2 même si le CSP Limoges se situe à une honorable 7e place dans une poule de 14 équipes. La défaite contre Denain (85-118) révèle le caractère de battant de Claude Bolotny qui dit à la suite de la défaite : « Cette équipe possède des éléments de valeur, mais on ne change pas en quelques semaines les méthodes de jeu. Nous avons des matchs difficiles en début de saison. Il ne faut pas trop se fier au classement actuel. Le rendez-vous que je vous fixe se situe au mois de janvier, à cette époque vous verrez le vrai visage du L.C.S.P ». Finalement, Limoges termine 6e et peut construire sereinement pour la prochaine saison. C'est au même moment que la salle des Sœurs Rivières découvre les « feintes, comme déjà on n'en fait plus » et les caviars du talentueux meneur. Claude Bolotny a réussi son pari. La saison suivante (1977-1978, N2), Bolotny n'est plus l'entraîneur et peut se donner entièrement à son basket à la suite de l'arrivée du nouvel entraîneur, Jean-François Dubreuil. Claude Bolotny fait une excellente saison avec le CSP. Limoges termine premier de la poule B et doit affronter en demi-finale, Asnières. Le 29 juin 1978, « le vieil apache généreux » réalise un coup somptueux lors de la demi-finale aller face à Asnières en inscrivant le point de la victoire dans l'ultime seconde face aux banlieusards Parisiens (87-88). Au retour, Limoges gagne son accession en N1 en battant de nouveau d'un point Asnières (89-88). Logiquement, Bolotny retrouve le CSP durant deux saisons supplémentaires où le CSP joue sa peau pour se maintenir avec des matchs qui sont restés dans la mémoire collective comme cette victoire face à l'ASVEL (96-95) qui rend heureux le meneur du cercle: « J'ai enfin battu Villeurbanne! Je peux raccrocher ». Bolotny a marqué l'histoire du club Cercliste en lui permettant de monter en N1 mais aussi en participant à son sauvetage lors des premières saisons en N1.

### ASPTT Limoges (1980-1983)
Un nouveau projet s'offre à Claude Bolotny avec l'autre club Limougeaud, l'ASPTT Limoges. Le club Limougeaud est alors en N4. Claude Bolotny monte en N3 avec l'ASPTT Limoges lors de la saison 1982-1983. C'est sa dernière saison en tant que joueur de basket.

### Sa carrière d'entraîneur et de responsable technique
Bolotny assume à la suite de sa carrière de joueur des responsabilités en tant qu'entraîneur du Limoges ABC, puis à Couzeix et à l'ASPTT Limoges. Depuis 2008, il est le responsable du centre de formation du Limoges CSP. En 2010, à la suite de la montée du Limoges CSP en Pro A, le club met en compétition son équipe espoir et Claude Bolotny est nommé directeur sportif de l'équipe espoir.

## Palmarès
- 1978 : Vice-champion de France de N2 avec Limoges

## Sélections
- Équipe de France junior
- Équipe de France espoir